# Адрианна Тэйт-Дункан
Адрианна Тэйт-Дункан (англ. Adrianna Tate-Duncan) — персонаж американского телесериала «90210: Новое поколение». Роль Адрианны исполнила актриса Джессика Лаундс.

## Сезон 1
Адрианна — молодая, красивая старшеклассница Западного Беверли, лучшая подруга Наоми, звезда школьного театра, постоянно пропадающая на кастингах в большом кино. Однако никто не знает, что под давлением нависшей ответственности, Адрианна начала употреблять наркотики — девушка с малых лет упорством и трудом зарабатывает деньги для себя и своей матери Констанс Тэйт-Дункан.
Адрианна даже упускает главную роль в школьном мюзикле «Весеннее пробуждение», когда режиссёр Бренда Уолш начинает подозревать, что девушка находится под действием наркотиков перед самой премьерой и заменяет Адрианну дублёршей — Энни Уилсон. Адрианна хочет отомстить Энни, и когда та приходит к Таю Коллинзу, молодому человеку, с которым она собиралась впервые переспать в вечер премьеры мюзикла, Адрианна оказывается в номере отеля раньше девушки и говорит Энни, что у неё только что был секс с Таем.
Положение Адрианны не становится лучше: ролей нет, а на школу начинается облава. Только тогда Наоми узнаёт, что подруга принимает наркотики. Чтобы помочь Эйд, Наоми берёт у неё пузырёк и смывает содержимое в туалет, но полиция успевает заметить это, и теперь девушке грозят серьёзные неприятности, вплоть до исключения из школы и общественных работ. На встрече с адвокатом Чарльза Кларка, Адрианна должна подтвердить слова Наоми, но она не приходит. Наоми оставляет гневное сообщение на автоответчик Адрианны, не зная, что в ту самую секунду врачи боролись за жизнь девушки, которая висела на волоске из-за передозировки…
Проходит несколько месяцев лечения Адрианны в оздоровительном центре, а Наоми отказывается общаться с ней. Зато Адриану постоянно навещает Навид, которого Адриана умоляет привезти туда Наоми. В конце концов, Адрианна сбегает из лечебницы и приходит на школьные танцы, где Наоми продолжает игнорировать её, сказав, что слишком трудно простить её. Адрианна чуть было не совершает новую ошибку, собираясь купить наркотики, но её останавливает Навид, который признаётся девушке в любви ещё с тех самых пор, как они были детьми. Наоми также прощает Адрианну и обещает поддерживать её в трудные минуты, которых у неё будет ещё очень много. Выясняется, что парень, с которым она спала в лечебнице, умер от СПИДа. Она сдаёт анализы и узнаёт, что здорова и… беременна. Адрианна не знает, что делать и никому не говорит об этом, кроме Келли Тейлор и Бренды Уолш, которые были рядом с ней в тот момент, когда девушка получила эту новость. Позже она понимает, что беременна не от парня из лечебницы, а от Тая Коллинза. Она не решается рассказать об этом друзьям, но вынуждена признаться Наоми и Навиду, который решает, что для него это слишком, и расстаётся с ней. Между тем, её ждёт ещё одно испытание — разговор с Таем и матерью. Узнав новость, Тай решает, что нужна помощь его родителей, которые предлагают Адрианне оплатить нахождение на курорте и все затраты на период беременности — после родов ребёнку найдут семью, а по контракту Адрианна не имеет права кому бы то ни было рассказывать о том, что она родила ребёнка. Девушка не успевает признаться матери и Констанция узнаёт новость от матери Тая, пришедшей обсудить пункты контракта. Наслушавшись обвинений в адрес дочери, Констанция отказывается от её предложения и просит миссис Коллинз уйти.
Позже, чтобы прекратить все слухи, которые ходят по школе, Адрианна приходит к Навиду и просит снять её на школьное телевидение, на котором она признается всем, что беременна, а кто отец — неважно. Впечатленный таким мужеством, Навид решает, что хочет быть с Адрианной и воспитать её ребёнка. Через некоторое время, они решают пожениться, и даже устраивают мальчишник и девичник, но мать Навида просит Адрианну отказаться от этой затеи — они слишком молоды, чтобы растить ребёнка в браке, они просто загубят свою жизнь. Тогда Ади понимает, что она не готова к такому важному шагу и не может принять жертву со стороны Навида. Они остаются вместе, но Адрианна решает, что отдаст ребёнка на усыновление. В вечер выпускного бала, у Адрианны начинаются роды, и через несколько часов на свет появляется прекрасная девочка, для которой уже нашли новую семью.

## Сезон 2
Лето подходит к концу, и Адрианна пытается смириться с недавней потерей — ей пришлось отдать малышку на удочерение бездетной паре. Навид и подруги пытаются помочь девушке пережить тяжёлые времена, но лучше всех с этим справляется Тэдди Монтгомери — знаменитый подросток-теннисист, сын звезды Спэнса Монтгомери, вернувшийся в Западный Беверли, чтобы продолжить обучение. Кроме того, Тэдди — тот парень, с кем Адрианна потеряла свою невинность. Вполне естественно, что их вновь влечёт друг к другу.
Девушка даже находит в себе силы, чтобы расстаться с Навидом, который поддерживал её всё это время, лишь для того, чтобы вскоре понять, что она совершила огромную ошибку: Тэдди — ловелас, ему не нужны серьёзные отношения, хотя он и не прочь проводить время с Эйд. Девушка решает вернуть Навида и даже пишет ему романтическую балладу под названием «Forgive Me» и исполняет её под аккомпанемент гитары. Однако Навид непреклонен — слишком живы воспоминания о нанесённой обиде. Кроме того, у него вскоре начинается роман с коллегой по школьной газете, девушкой Лайлой, с которой он в детстве ходил на танцы.
В этот момент в жизни Адрианны начинается чёрная полоса: она вновь возвращается к пагубным пристрастиям, начинает пить и употреблять наркотики. Однако быстро приходит в себя, поняв, что теряет друзей: Наоми злится на неё из-за того, что Адри пропустила похороны матери Сильвер, а Навид оказывается в больнице после несчастного случая. Девушка решает завязать и начинает посещать встречи Анонимных алкоголиков, где встречает Джию Монетти — знакомую из школьной газеты и подругу Навида. Джиа очень поддерживает Адрианну в трудную минуту и даже советует вступить в школьную рок-группу под названием «The Glorious Steinems».
Неожиданно, Джиа признаётся в любви Адрианне. Девушка озадачена — ей кажется, она испытывает похожие чувства в подруге, но как быть дальше. Она делится мыслями с Сильвер и Наоми и встречает полную поддержку подруг. Вскоре между Джиа и Эйд начинается роман. Впрочем, он был не продолжительным, так как Адрианна боялась осуждения окружающих и не хотела слишком афишировать свои отношения с Джией. Девушки расстаются, а у Адрианны появляется новая проблема.
Музыкальный продюсер Лорел Купер увидела выступление группы, и теперь она хочет помочь Адрианне построить карьеру, но ей не интересно участие самой группы. Между тем, Навид наконец переломил свою гордость и, поняв, что всё ещё любит Адрианну, решает вернуть девушку, у который появился новый кавалер — знойный певец Хавьер Луна, который показывает Адрианне ослепительный мир шоу-бизнеса.
Среди подарков от поклонников после одного из концертов Адрианна находит браслет от Навида, и думает, что это подарок Хавьера. Однако, когда девушка узнаёт, кто же сделал ей такой замечательный подарок, она без колебаний возвращается к Навиду. Однако, Хавьер просто так не сдаётся — он приглашает девушку в летнее турне. Навид, желая осчастливить возлюбленную, даёт своё согласие на музыкальное путешествие.

## Сезон 3
После летнего турне Адрианна возвращается в Беверли-Хиллз вместе с Хавьером. По дороге их застаёт землетрясение, и лимузин попадает в страшную аварию, в результате которой Хавьер погибает.
Адрианна находит на месте аварии тетрадь с неизвестными песнями Хавьера и решает выдать их за свои. Однако дядя юноши, музыкальный продюсер Виктор знает, что эти песни принадлежат Хавьеру: у него есть аудио-запись этой песни в исполнении юноши за полгода до несчастья. Виктор начинает шантажировать Адрианну. Девушка, боясь потерять успех и славу после разоблачения, выполняет все условия — Виктор становится её менеджером, а Адрианна готова на всё в попытках не потерять свою музыкальную карьеру: она соглашается на откровенную фото-сессию, а также пойти с музыкантом Джо Джонасом в качестве его девушки на светскую вечеринку. Однако в тот момент, когда Адрианна понимает, что приносит много денег Виктору и вряд ли тот откажется потерять их, девушка решается вести жёсткую игру: она прямо говорит Виктору о том, что не собирается выполнять его требования. Виктору приходится смириться, и прямо на вечеринке Адрианна представляет Навида, как своего молодого человека.
Однако успех вскружил голову девушке, и она даже не замечает, как Навид, переживающий нелёгкие времена, начинает отдаляться от неё, сближаясь с Сильвер. Но когда она всё же узнаёт об этом, Адрианна не спешит разоблачать изменников — девушка затевает игру со своей подругой и парнем, желая отомстить обоим. Самый лучший способ по её мнению — свести с ума Сильвер, подтолкнув к очередному нервному срыву.
Однако на девичнике по случаю свадьбы Айви и Раджа, Наоми случайно роняет сумку Адрианны, в которой была баночка с таблетками Сильвер. Та узнаёт свои лекарства, и Адрианну выгоняют с вечеринки. На следующий день девушка приходит на свадебную церемонию, хоть и не была приглашена, чтобы попросить у Сильвер прощения. Бывшая подруга её не прощает, и девушка уходит с праздника в расстроенных чувствах. Стоя на скале и смотря вниз на танцующих, Адрианне кажется, что рядом с ней стоит Хавьер. Галлюцинация пытается убедить Адрианну спрыгнуть со скалы, но ей удаётся прогнать своё видение и отойти от края. Адрианна клянётся себе, что не сдастся и постарается стать лучше.

## Сезон 4
Адрианна отчаянно пытается наладить отношения с друзьями, но только Лиам относится к девушке с пониманием и берет её на работу в качестве официантки с свой бар «Оффшор», при этом настаивая на чисто деловых отношениях. Эйрин же и вовсе не выносит присутствия Адрианны. Ребята начинают свой первый год колледже, а Диксон решает серьёзно заняться музыкой и постепенно подсаживается на таблетки для концентрации внимания. Все поздравляют Диксона с его успехами в музыке, но только Эйд понимает, что он страдает от наркозависимости, так как она тоже через это прошла. Когда Диксон не может выступить на пляжной вечеринке, Эйд выручает его и поет лирическую песню, которая понравилась зрителями несмотря на негативное отношение к девушке после скандала с плагиатом.
Адрианна убеждает Диксона пройти реабилитацию и признается ему, что посвятила песню своей дочери Мэйзи, которую мечтает найти. Адрианна и Диксон начинают встречаться и решают выступать в дуэте. Эйд единственная, кто замечает, что новая девушка Лиама, Ванесса, ведет себя странно, но той удаётся вывернуть всё наизнанку и переложить вину в происходящем на Эйд. Тем временем, Навид узнает, что новый парень Сильвер, Грег, является приемным отцом Мэйзи. Он разведён и собирается увезти Сильвер в Нью-Йорк. Адрианна забирает девочку из сада, выдав себя за Сильвер. Сначала Эйрин хочет заявить об этом в полицию, но затем вместе с Навидом находит письмо, написанное девушкой ещё в 2008 году сразу после рождения Мэйзи. Сильвер понимает, что Эйд сильно страдает из-за расставания с дочерью и прощает её за подмен таблеток.
Между тем, Диксон получает предложение от звукозаписывающей компании на контракт, но без участия Адрианны — он уезжает в турне, даже не попрощавшись с Адрианной. Девушка решает бросить Диксона и вновь заняться своей карьерой — она просит Остина стать её менеджером, и юноша обращается за помощью к своему отцу, знаменитому музыканту.

## Джессика о персонаже
Продюсеры планировали, что Адрианна будет временным персонажем. Единственное, что актриса Джессика Лаундс знала, когда бралась за роль, так это то, что Адрианна — играет в школьном мюзикле, поэтому Джессика была рада исполнить несколько композиций на телеэкране — ведь она сама певица, записавшая несколько песен. По словам актрисы она была приятно удивлена, когда «они подстригли мне волосы и написали этот прекрасный материал, с которым мне пришлось много работать — я была наркоманкой и умирала от передозировки. Я не знала, чем закончится эта история для Адрианны». В тот же день, как она отсняла эту сцену, Лаундс предложили войти в основной актёрский состав шоу.
Когда Лаундс узнала о зависимости Адрианны, она решила узнать больше о такой жизни: она разговаривала с настоящими бывшими наркозависимыми в Ванкувере, узнавая о том, что происходит с наркоманом в состоянии эйфории. Лаундс говорит: «Я хотела пролить для себя свет на эту сторону жизни, так как у меня не было подобного опыта.» Актриса говорит, что она терпеливо ждала час, пока накладывали белый грим на лицо и красный с серым под глаза, чтобы добиться правдоподобного эффекта — болезненного вида Адрианны. Кроме того, по сюжету Адрианна забеременела, и актриса шутила, что «не может дождаться, когда же начнёт носить накладной живот». Однако шутки закончились, когда актриса стала чувствовать огромную усталость после рабочего дня — «её спина и невероятно болели, словно действительно ждала ребёнка».
Джессика в курсе того, что зрители негативно относились к Адрианне: «им нравилось её ненавидеть. её саму и её причёску». В защиту Адрианны Джессика говорит: «Я думаю, что наркотики сделали её такой, какой мы видим её в начале шоу. Мне кажется, что Адрианна — добрая девочка с золотым сердцем».
В середине второго сезона у Адрианны начался роман с девушкой. Лаундс говорит, что для неё было важным, чтобы эта пара ничем не отличалась от остальных парочек шоу: «Я поняла, что эта история нашла отклик в сердцах многих подростков-зрителей. Многие проходили через нечто подобное в школе, и я рада была рассказать об этом в нашем сериале, показать, какой растерянной была моя героиня».
Кроме того, Лаундс нравилось, что Адрианна занялась своей музыкальной карьерой — то же самое происходит и в жизни актрисы. Лаундс пела во многих эпизодах второго сезона, а в третьем прозвучат ещё несколько композиций в её исполнении. Джессика рада такому развитию событий: «Благодаря работе в шоу, я попробовала многие музыкальные направления. У меня есть шанс показать другие грани моего таланта — в свободное от съёмок время я записываю свой первый альбом, некоторые композиции из него прозвучат в будущих сериях. Можно сказать, что мои мечты сбываются».

## Критика
Майкл Аусьелло из журнала Entertainment Weekly сказал, что «героиня Адрианна вносила жизнь в историю, поэтому ей уделили больше внимания».
Многих критиков впечатлило исполнение сцены с передозировкой в 7 эпизоде шоу. Однако Таня Лэйн из Poptimal высказала своё отрицательное отношения к сюжетным поворотам, надуманными по прихоти сценаристов. Так ей не понравилась история, в которой «Адрианна напоминала бывшую знаменитость средних лет, угодившую в реабилитационную клинику». Кроме того, неожиданное признание Навида в любви Адрианне также вызвало негативную реакцию у Лэйн.
М. Л. Хаус с сайта TV.Com понравилось то, как постепенно развивались отношения между Адрианной и Джиа и то, как сценаристы показали их роман: «рейтинги, определённо поднимаются, каждый раз, как на экране появляется эта парочка, но дело в том, что между ним [персонажами] действительно есть „химия“. Их роман кажется естественным, учитывая непростой опыт Адрианны с мужчинами… Браво!».